# 約束の季節
「約束の季節」（やくそくのきせつ）は、ゴスペラーズ17作目のシングル。2001年8月1日にキューンミュージックから発売された。

## 概要
カップリング曲の「Wanderers」は、NHK『たべもの新世紀』のオープニングテーマに使用されていた。また、間奏の「ポンポン、ポンポンポンポン〜」部分は、一部メンバーがふざけて途中から「ク〜ロポン〜」（黒沢のあだ名）と歌っている。

## 収録曲
1. 約束の季節（5:15）
作詞：安岡優、作曲：北山陽一・橘哲夫、編曲：K-Muto
2. Wanderers（4:05）
作詞：山田ひろし、作曲：村上てつや、編曲：K-Muto

## 収録アルバム
- オリジナル『FRENZY』（2002年2月20日）[4]
- ベスト『G10』（2004年11月17日）[5]